# Tiamat valdecii
Il Tiamat valdecii è un sauropode estinto, appartenente al gruppo dei Titanosauri, vissuto in Brasile durante il Cretaceo.Il primo esemplare fossile è stato scoperto nel 2018 nei sedimenti della Formazione Acu, nel Brasile nord orientale, ma è stato classificato per la prima volta nel 2024.

## Tassonomia
Il nome Tiamat fa riferimento alla dea babilonese omonima, protettrice dei mari e delle acque salate; l'epiteto valdecii invece fa riferimento a Valdeci Dos Santos Jr , scopritore della località geografica da cui il fossile del sauropode è stato rinvenuto.